# 日本ばし大増
日本ばし大増（にほんばしだいます）は、東京都荒川区に本社を置いていた駅弁等の製造を行っていたJR東日本グループの企業及びその展開ブランド。
企業としては2023年（令和5年）4月1日に株式会社JR東日本クロスステーションを存続会社として吸収合併し、商標等は同社が承継し、以降は同社の展開ブランド名となっている。

## 概要
事業内容としては、駅弁、惣菜、弁当、寿司、おにぎりの製造業及び販売業、加工食品の卸売業であった。広報では1988年（昭和63年）1月の創業としていた。
東京駅などで販売されている日本レストランエンタプライズ（NRE）の駅弁は、同社で製造しているほか、NREが羽田空港で販売している空弁も製造している。NREグループに合併前の初代「日本ばし大増」時代より展開していた弁当・惣菜の店も展開する。
2018年、フランスで日本文化を紹介するイベントの一環として、リヨン駅構内で駅弁を販売する企画が持ち上がり、他社と共同で駅弁を販売したことがある
前述のとおり、2023年（令和5年）4月1日にJR東日本クロスステーションに吸収合併され、展開ブランドだった日本ばし大増（折詰・総菜販売等）や御ぞんじ亭（鰻蒲焼き・鰻重等販売）のブランドも同社に引き継がれた。

## 沿革
- 1973年 - 株式会社日本食堂調理所設立。
- 1988年 - 日食販売株式会社設立。
- 1990年 - 日食販売が存続会社となって日本食堂調理所と合併し、社名を株式会社日本食堂調理センターとする。
- 1998年 - 社名を株式会社日本レストラン調理センターに変更。
- 2000年 - JR東日本発足後の採用第一期生の表輝幸（36歳）がJR東日本グループの最年少社長として就任し、駅弁改革に取り組む。
- 2001年 - お弁當「大人の休日（2,200円）」販売。
- 2003年 - NREが（初代）株式会社日本ばし大増（1900年（明治33年）創業）の株式を取得。日本レストラン調理センターが存続会社となって日本ばし大増と合併し、社名を株式会社NRE大増とする。
- 2003年 - 高級駅弁「極附弁当（3,800円）」販売。
- 2018年4月 - 買収した側のブランド名を全面採用する形で（2代目）株式会社日本ばし大増に社名を変更。
- 2023年4月1日 - 株式会社JR東日本クロスステーションに吸収合併された。展開ブランドとしての日本ばし大増は同社に継承される[2]。

## 事業所
- 本店・第一工場（旧・日本レストラン調理センター尾久工場、尾久駅近く）
- 第二工場（旧・NRE上野フードセンター 東京店へのリニューアルを経て2009年に本店の近くに移転した）
- 日本ばし大増
  - 東武百貨店池袋店
  - 東武百貨店船橋店 ※閉店
  - 京王百貨店新宿店 ※閉店
  - 西武筑波店 ※閉店
  - 西武船橋店 ※閉店
  - 西武東戸塚店 ※閉店
  - 西武所沢S.C.
  - 鎌倉とうきゅう ※閉店
  - 京急百貨店上大岡店 ※閉店
  - 伊勢丹松戸店 ※閉店
  - 伊勢丹相模原店 ※閉店
  - 伊勢丹浦和店
  - 伊勢丹立川店
  - 伊勢丹府中店 ※閉店
  - 髙島屋柏店
  - 高島屋横浜店
  - 高島屋港南台店 ※閉店
  - 高島屋玉川店
  - 高島屋新宿店
  - 高島屋日本橋店
  - タカシマヤフードメゾンおおたかの森店
  - そごう千葉店
  - そごう横浜店 ※閉店
  - そごう大宮店
  - 北千住マルイ店
  - 丸広百貨店川越店
  - エキュート大宮店
- おいなり処「御所きつね」東武池袋店 ※閉店
- うなぎ処「御ぞんじ亭」
  - 西武池袋店
  - 西武所沢店※閉店
  - リヴィン光ヶ丘店 ※閉店

## メディア取材

### 雑誌
- 鉄道ジャーナル
  - 1988年（昭和63年）9月号の「日本食堂ものがたり」内において港区にあった当社の前身の日本食堂調理所旧工場が登場。種村直樹が取材を担当し、衛生面についての説明やチキン弁当製造の様子・駅弁製造における苦悩などを描写している。
  - 2003年（平成25年）12月号の駅弁特集においても、当社工場が登場している。取材は前回と同じ種村が担当。

### テレビ
- 中村敦夫の地球発23時（毎日放送）
  - 1988年（昭和63年）3月19日放送（日本食堂調理センター時代）の「密着!! 巨大ターミナル 東京駅48時間」内で登場。
- タモリ倶楽部（テレビ朝日）
  - 2012年（平成24年）3月23日放送分で紹介された。
- スーパーテレビ情報最前線（日本テレビ）
  - 「1992年夏　豪華列車の旅」（1992年（平成4年）夏・日本食堂調理センター時代）では、山形新幹線開業を機に開発した「山形新幹線開業記念弁当」や開業前後の推移の取材を新杵屋や松川弁当店とともに受けている。
  - 2003年（平成15年）10月、高級駅弁「極附弁当（3,800円）」の商品開発の様子が取材され、当時の表輝幸社長と開発担当者が取材を受けている。